# Pultenaea patellifolia
Pultenaea patellifolia är en ärtväxtart som beskrevs av Herbert Bennett Williamson. Pultenaea patellifolia ingår i släktet Pultenaea och familjen ärtväxter. Inga underarter finns listade i Catalogue of Life.